# Pycnonotus zeylanicus
Pycnonotus zeylanicus é uma espécie de ave da família Pycnonotidae.
Pode ser encontrada nos seguintes países: Brunei, Indonésia, Malásia, Myanmar e Singapura.
Os seus habitats naturais são: florestas subtropicais ou tropicais húmidas de baixa altitude, florestas de mangal tropicais ou subtropicais, matagal húmido tropical ou subtropical, terras aráveis, plantações  e jardins rurais.
Está ameaçada por perda de habitat.